# Kathy Hall
Kathy Hall (nata Simeonoff) (28 agosto 1956) è un'allenatrice di calcio ed ex calciatrice neozelandese.

## Biografia
Kathy Hall è stata nella squadra che ha inaugurato la storia delle Football Ferns il 25 agosto 1975, con l'esordio in AFC Women's Asian Cup. La Nuova Zelanda vinse poi quell'edizione (la prima) della manifestazione.

### Allenatrice
A fine carriera si dedica all'allenamento, arrivando a guidare la nazionale Under 19 del suo paese.